# Ma famille à tout prix

Ma famille à tout prix (Torn Apart) est un téléfilm américain réalisé par Stuart Alexander et diffusé le 27 septembre 2004 sur Lifetime.

## Synopsis
Le jour de son anniversaire, la vie de Vicki Westlin bascule. Elle doit entamer une course contre la montre pour sauver son mari et sa fille, enlevés par un inconnu qui la somme de faire un choix cornélien.

## Fiche technique
- Réalisation et scénario : Stuart Alexander
- Société de production : Green/Epstein/Bacino et Wallet Size Pictures
- Durée : 89 minutes
- Pays :  États-Unis

## Distribution
- Tia Carrere (VF : Laurence Dourlens) : Vicki Westin
- Dale Midkiff (VF : Thierry Ragueneau) : Jerry Bender
- Richard Burgi (VF : Bernard Lanneau) : Billy Westin
- Zoe Gaffin : Jordan Westin, fille de Vicki et Billy
- Lee Alexander : Technicien #2
- Michael Arata (en) : Bingham
- Marcus Lyle Brown : Garde de sécurité
- Zachary Canon : Scott
- Andrea Frankle : Alice Raymond
- Anthony Michael Frederick : Forbes
- Lara Grice (en) : Cindy
- Matthew Henerson : Lou Crenshaw
- Julia Lashae (en) : Mère de Scott
- Jerry Leggio (en) : Hastings
- Jerry Lee Leighton : Contremaître
- Ann Mahoney : Infirmière
- John McConnell : Détective
- Stephen Occhipinti : Expert
- Maria Quinones : Laura
- Tom Raley : Flic
- Dane Rhodes : Flic
- Spike Spencer (en) : Technicien #2
- Ramona Tyler : Janie
- Thomas Uskali : Homme au bar #2

 Source et légende : version française (VF) sur RS Doublage et selon le carton du doublage français télévisuel.